# La Vie et la Passion de Jésus-Christ
La Vie et la Passion de Jésus-Christ és una pel·lícula muda francesa produïda i dirigida entre 1902 i 1903 i estrenada a França el 1903. És una dels primers llargmetratge a la història del cinema i probablement el primer en ser “coloritzat”. Està format per trenta-dues taules introduïdes per intertítols.
La pel·lícula està produïda per Pathé Frères. La direcció està encarregada a Lucien Nonguet, inicialment sota la direcció de Ferdinand Zecca. Després d'haver proposat aquest darrer a Charles Pathé de produir ell mateix les seves pel·lícules i Pathé s'ha negat, Zecca va marxar a treballar per a Gaumont el 1903 i Nonguet va acabar de dirigir la pel·lícula en solitari. Composta inicialment per divuit escenes, la pel·lícula, donat el seu èxit, va augmentar a trenta-dues escenes.
Una segona versió de la pel·lícula serà rodada per Ferdinand Zecca i Segundo de Chomón el 1907.

## Llista de taules
Les diferents taules  es venien junts o per separat, en blanc i negre o en color, deixant la disposició final a l'elecció de l'explotador. També es van oferir versions reduïdes a 12 o 20 taules.
| Núm. d'ordre | Títol                                 | Any  | Núm. de catàleg | Longitud | Reducció |
| ------------ | ------------------------------------- | ---- | --------------- | -------- | -------- |
| 1            | L'Annonciation                        | 1902 | 871             | 15 m     |          |
| 2            | L'Étoile mystérieuse                  | 1903 | 945             | 40 m     |          |
| 3            | L'adoration des Mages                 | 1902 | 851             | 40 m     | 12, 20   |
| 4            | La Fuite en Égypte                    | 1902 | 852             | 25 m     |          |
| 5            | Jésus parmi les docteurs              | 1903 | 939             | 20 m     |          |
| 6            | La Sainte Famille                     | 1902 | 872             | 20 m     |          |
| 7            | Les Noces de Cana                     | 1903 | 946             | 25 m     |          |
| 8            | Jésus et la samaritaine               | 1903 | 940             | 25 m     |          |
| 9            | La Pêche miraculeuse                  | 1903 | 947             | 40 m     |          |
| 10           | La Multiplication des pains           | 1903 | 948             | 30 m     |          |
| 11           | Jésus marchant sur les eaux           | 1903 | 949             | ?        |          |
| 12           | La Transfiguration du Christ          | 1903 | 950             | 20 m     |          |
| 13           | La Résurrection de Lazare             | 1902 | 854             | 40 m     |          |
| 14           | L'Entrée à Jérusalem                  | 1902 | 855             | 20 m     | 12, 20   |
| 15           | Jésus chassant les vendeurs du temple | 1902 | 853             | 20 m     | 12       |
| 16           | La Cène                               | 1902 | 856             | 25 m     | 12, 20   |
| 17           | Jésus au jardin des oliviers          | 1902 | 857             | 25 m     | 12       |
| 18           | Le Baiser de Judas - L'Arrestation    | 1902 | 858             | 20 m     | 12, 20   |
| 19           | Jésus devant Pilate                   | 1902 | 859             | 30 m     | 12       |
| 20           | La Flagellation                       | 1902 | 860             | 15 m     | 12       |
| 21           | Le Couronnement d'épines              | 1903 | 952             | 15 m     | 12, 20   |
| 22           | Jésus est présenté au peuple          | 1903 | 944             | 35 m     | 12       |
| 23           | Jésus succombe sous sa croix          | 1902 | 861             | 20 m     | 12       |
| 24           | Le Miracle de Sainte Véronique        | 1903 | 953             | 20 m     | 12, 20   |
| 25           | Le Crucifiement                       | 1902 | 862             | 20 m     | 12, 20   |
| 26           | La Mort du Christ                     | 1902 | 863             | 15 m     | 12, 20   |
| 27           | La Descente de la Croix               | 1902 | 864             | 20 m     | 12, 20   |
| 28           | La Mise au tombeau                    | 1902 | 865             | 25 m     | 12, 20   |
| 29           | La Résurrection                       | 1902 | 866             | 15 m     | 12       |
| 30           | L'Ange et les Saintes femmes          | 1903 | 942             | 15 m     | 12       |
| 31           | L'Ascension                           | 1903 | 954             | 30 m     | 12, 20   |
| 32           | Apothéose                             | 1903 | 941             | 15 m     | 12, 20   |

## Una representació inspirada en Gustave Doré
La pel·lícula es descriu de la següent manera al catàleg de Pathé: 
| « | Els expositors no ignoren l'impacte que aquest tipus d'espectacles tenen sobre el públic. És un espectacle sempre nou que té l'avantatge de tocar fins i tot als més laics. La sèrie que presentem avui i que inclou no menys de 32 quadres, és recomanable per la cura que hem posat en la posada en escena recolzada per documents absolutament autèntics. | » |

En realitat, com apunten Alain Boillat i Valentine Robert, «aquesta pel·lícula es distingeix sobretot per un plantejament que consisteix a recórrer a una font iconogràfica privilegiada: la bíblia il·lustrada de Gustave Doré».

Representació de les Noces de Canà
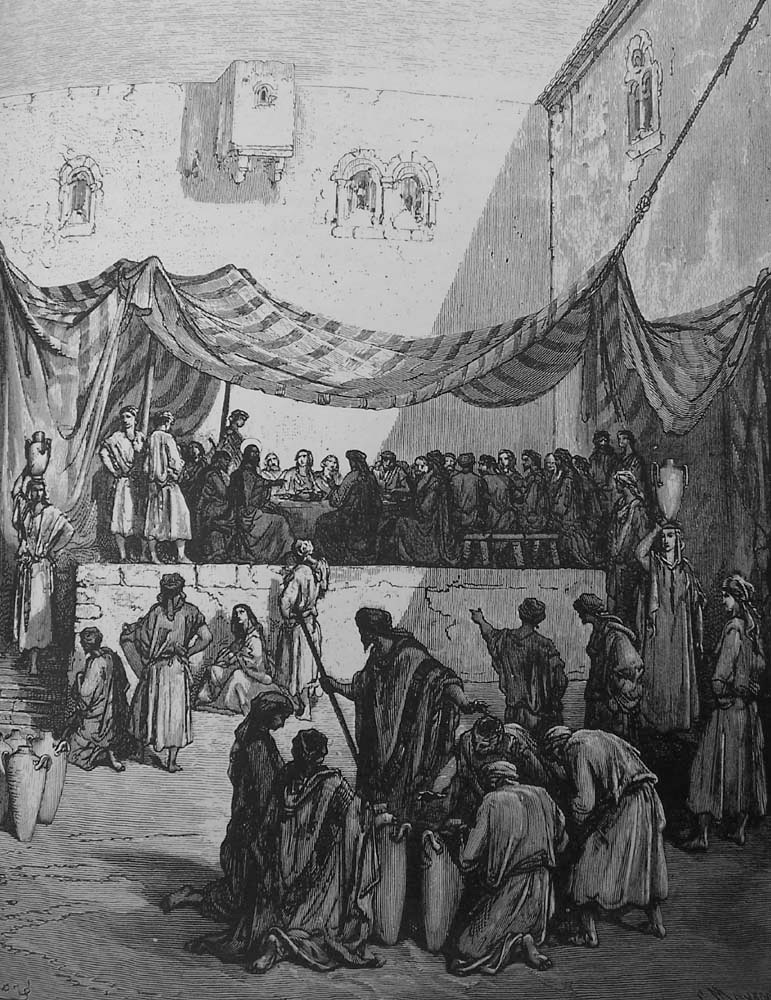
Il·lustració de Gustave Doré

## Repartiment
- Sra. Moreau : la Verge Maria.
- Sr. Moreau : Josep de Natzaret.

## Coloració de la pel·lícula
La coloració de la pel·lícula la realitza Segundo de Chomón al seu taller de Barcelona. Treballadors entrenats tallen una plantilla per color dels positius en sèrie, després se superposa a la pel·lícula per a l'aplicació del color d’anilina amb un pinzell.